# Un mundo para ellos
Un mundo para ellos va ser un programa de televisió, presentat i dirigit pel periodista Santiago Vázquez (acompanyat de les presentadores Isabel Baeza en la primera temporada i Adela Cantalapiedra des de 1980) que es va emetre per Televisió espanyola entre 1979 i 1983.

## Format
L'espai va ser definit segons la presentació realitzada per la cadena de TV que el va emetre com un programa informatiu que presenta la problemàtica entre dues generacions en un to positiu i a la recerca de solucions al tema generacional i de comprensió mútua entre pares i fills. Es tractava per tant d'un espai en el qual semanlamente s'abordaven assumptes que de l'una o l'altra manera afectaven la convivència familiar, com a salut, educació, vida sexual, oci, etc. El programa comptava a més amb l'assessorament del metge José Mellado.
El programa va dependre primer dels serveis informatius d'RTVE per a passar en 1982 a l'àrea de programes. Al llarg de la seva marxa televisiva va comptar amb diversos redactors: Miguel Espín, Eulalia Sacristán i Gloria Lomana.

## Audiència
Des del començament de les seves emissions el programa va comptar amb el favor dels espectadors. En una època en la qual, amb una única cadena de televisió emetent a Espanya, no existia el mesurament d'audiències, es feia un seguiment del grau d'acceptació dels diferents programes. Així, en durant 1980, Un mundo para ellos es va situar com el tercer espai de televisió millor valorat al país, amb una puntuació de 8'2 sobre 10, només darrere de Más vale prevenir i El hombre y la tierra.